# Язик (страва)
Язи́к (також лизень) — страва з вареного телячого (волового) або свинячого язика, що поширена в багатьох кухнях Європи, Азії та Північної Америки. Може були закускою, другою стравою, додатком до інших страв.

## Історія і поширення
В їжу яловичий язик почали вживати давно — корова як джерело м'яса і субпродуктів цінувалася з давніх-давен. Оскільки язик завжди вважався делікатесом, доступний він був аж ніяк не всім. Так, у середньовічній Франції селяни після забою корів або іншої худоби зобов'язані були віддавати язика для панського столу.
Яловичий язик — продукт відомий і улюблений у всьому світі. Виняток становлять тільки індуїсти — корова для них священна тварина, тому для більшості населення Індії вживання в їжу її м'яса або субпродуктів табу. Не вживають яловичий язик також послідовники зороастризму, більшість сингальских і китайських буддистів. Вегетаріанці від цього продукту також відмовляються.
Свинячий язик менш поширений у приготуванні. Зазвичай використовується у кухнях України, Польщі, Чехії, Угорщині, Румунії.

## Приготування

### Яловий язик
Загалом відомо до 100 рецептів з яловичого язика. Перед приготуванням язик замочити у воді на 1,5 години, щоб було простіше очищати його від забруднень. Після вимочування ножем зняти слиз, жир, бруд, кров, залишивши шкіру чистою, потім добре промити під холодною водою.
З різних способів приготування язика найчастіше використовується варіння. Варять його зазвичай близько 3 години, при цьому він істотно збільшується в розмірах. При приготуванні яловичого язика рідко додають будь-які приправи. Зазвичай лавровий лист, сіль і гострий або духмяний чорний перець. При варінні язика в воду часто додають ріпчасту цибулю і моркву.
Відварний язик може використовуватися як самостійна закуска або один зі складників різних страв. Найчастіше його додають у салати, жульєни, заливні страви.
Варіантів гарніру до відварного язика вдосталь. Найпростіший і найпоширеніший варіант — картопля варена або пюре з неї. Язик нерідко поєднують з маринованими грибами, каперсами, артишоками, зеленим горошком. У деяких кухнях світу з відвареним язиком подають солоний кавун. В українській кухні додається підлива з родзинок. Також в Україні солять яловичий язик.
У салатах яловичий язик змішують зі всілякими інгредієнтами: різні овочі і зелень, яйця, гриби, чорнослив, зелений горошок, сир, шинка, курка, морепродукти. Язик використовують замість м'яса в будь-якому салаті, наприклад, олів'є. Відварний язик може стати основою для фаршированих рулетів. Як начинки відмінно годяться гриби, горіхи, яйця, зелень, різні овочі. Яловичий язик додають в різні ковбаси, шинку, копченості, роблять з нього консерви.
В Азії яловичий язик маринують в соєвому соусі з солодким перцем і приправами. В італійській кухні з відвареного язика роблять канапки, додаючи мариновані огірки і сир. Крім того, італійці кладуть язик в піцу і пасту. У французькій кухні є безліч рецептів з яловичим язиком. Відварний язик може бути використаний як основа для різних страв — в цьому випадку його зазвичай попередньо витримують у маринаді.
Яловичий язик також тушкують. Найчастіше його тушкують в червоному вині, соєвому соусі, сметані або вершках. Його також запікають або смажать у клярі чи сухарях. У грузинській кухні відварний язик тушкують з грибами, морквою і цибулею в горіхово-часниковому соусі. Інший варіант приготування язика в Грузії — запікання на вертіві. У Китаї яловичий язик використовують для приготування різних салатів, відварюють його зі всілякими спеціями, запікають у тісті. У бразильській кухні яловичий язик гасять в червоному вині з ріпчастою цибулею, зеленню та спеціями або квасолею і свіжими овочами. В Америці язик готують з овочами і спеціями під горіховим соусом.

### Свинячий язик
Свинячий язик вживається у вареному, смаженому, печеному і тушкованому, з овочевими гарнірами, запіканки, салати і пироги. А також добре поєднується з макаронними і картопляними гарнірами, а також прекрасно гармонує з грибами, зеленню, кервелем і овочами.
Потрібно вимочувати в холодній воді близько 2 годин, а потім варити від 1,5 до 3 годин на повільному вогні. У бульйон додаються приправи, а сіль — до звареного язика, з якого знята шкірка. Щоб зняти її, відразу після варіння ще гарячий язик потрібно опустити в холодну воду — плівка відійде сама.

## Корисні властивості
У яловичого язика багато вітамінів — E, PP, групи B. Він містить низку мікроелементів — фосфор, цинк, магній, сірка, натрій, кальцій, хлор, калій, залізо. Завдяки малому вмісту сполучних тканин яловичий язик добре засвоюється і корисний для травлення. Також він нормалізує рівень цукру в крові, позитивно впливає на нервову систему.
Яловичий язик потрібно вживати при низькому рівні гемоглобіну, тому його долучають до раціон маленьких дітей, вагітних і жінок, що годують. Вживання відвареного язика рекомендовано при кишкової недостатності і виразковому гастриті. За рахунок властивості виводити з організму холестерин яловичий язик корисний при захворюваннях серцево-судинної системи. Постійне включення яловичого язика в раціон дозволяє підвищити імунітет. Завдяки вмісту заліза й цинку вживання яловичого язика добре позначається на стані шкіри і волосся. Цей субпродукт є одним з елементів дієтичного харчування.
У вареного яловичого язика смак ніжний і приємний.
Свинячий язик — це також делікатес, який добре засвоюється організмом. Він не поступається за вишуканості смаку яловичого язика.

## Галерея

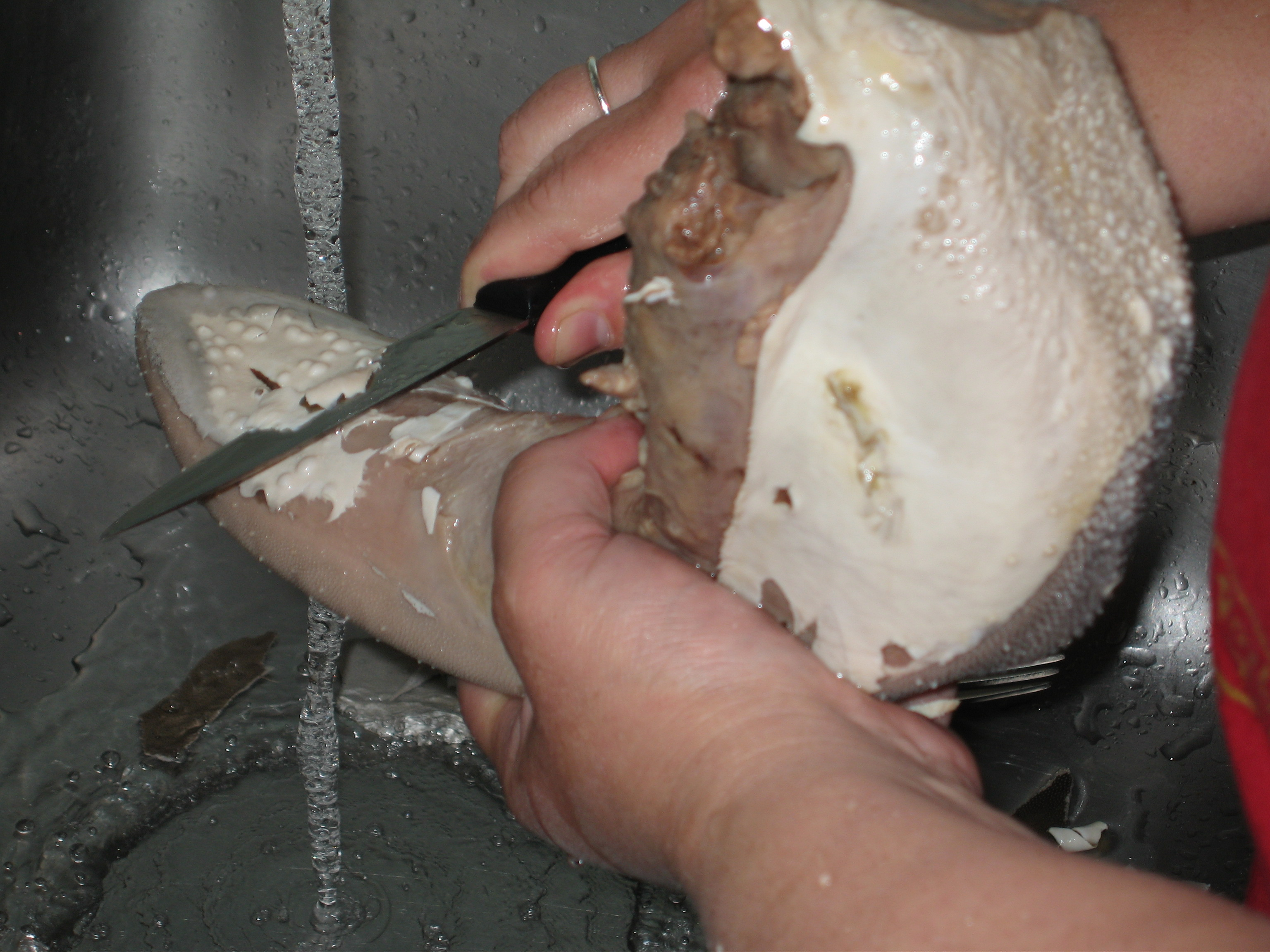
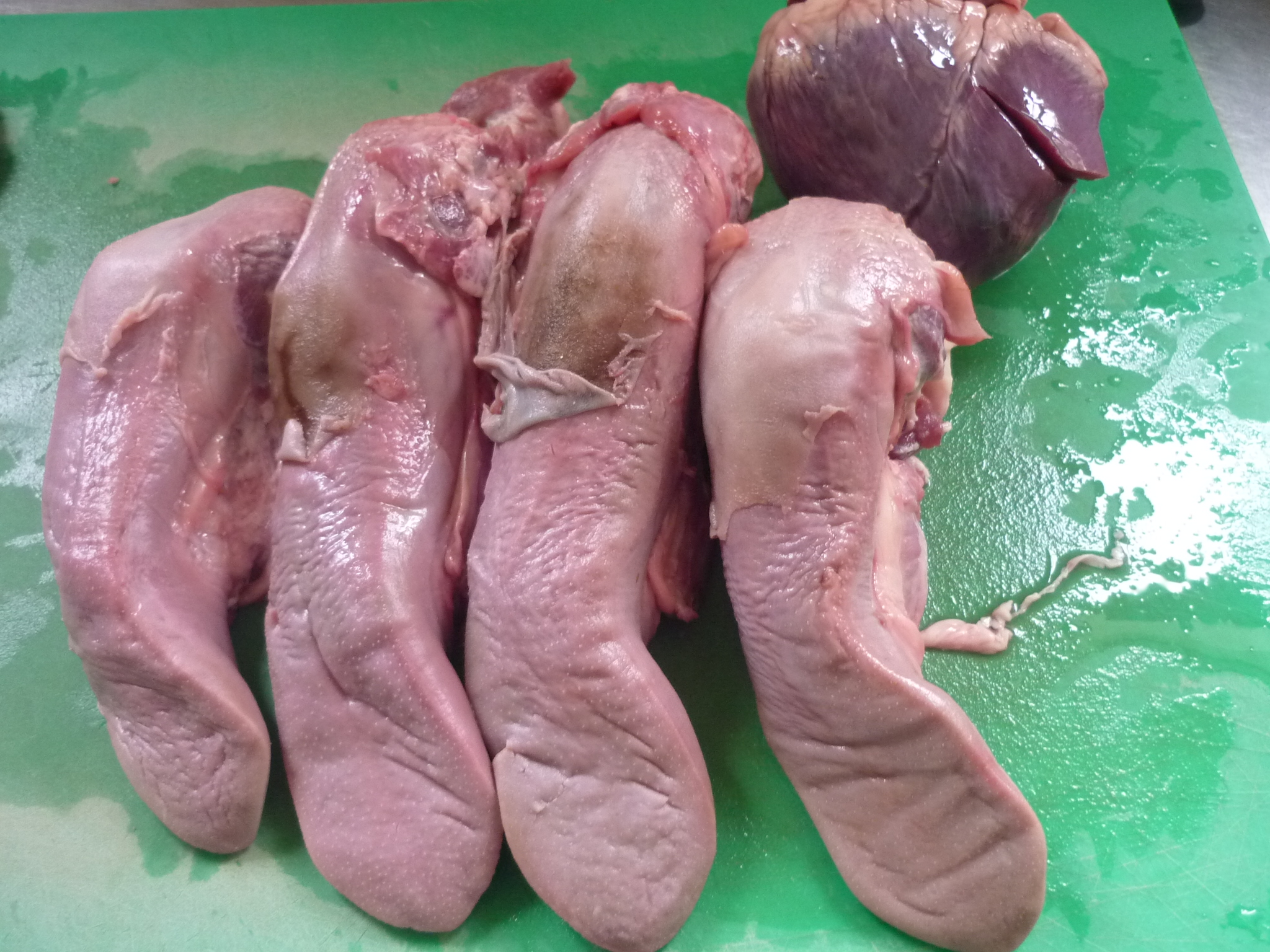
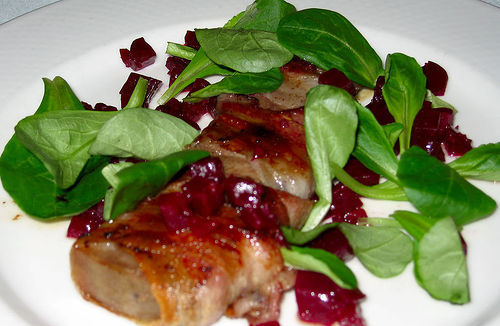
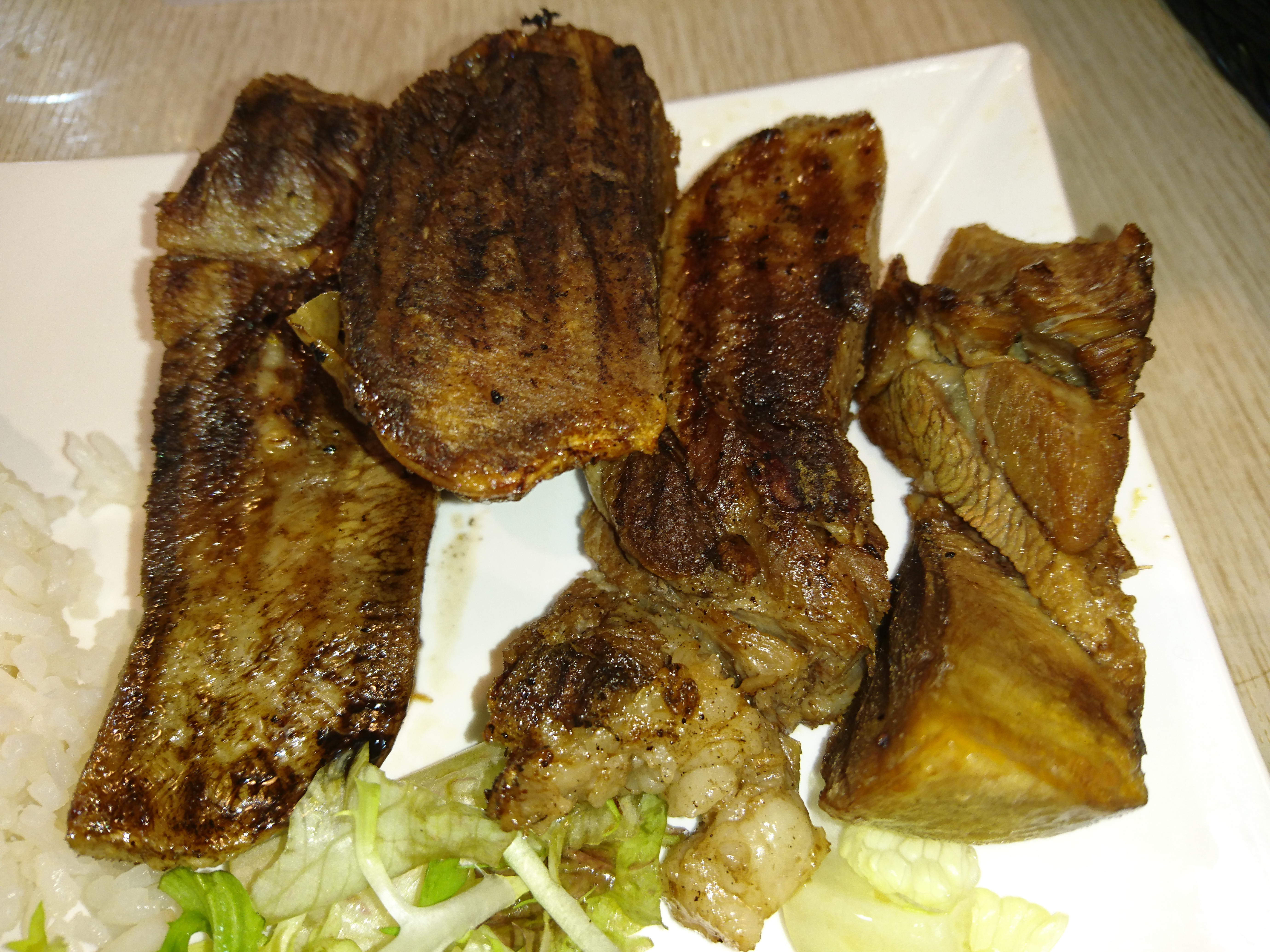
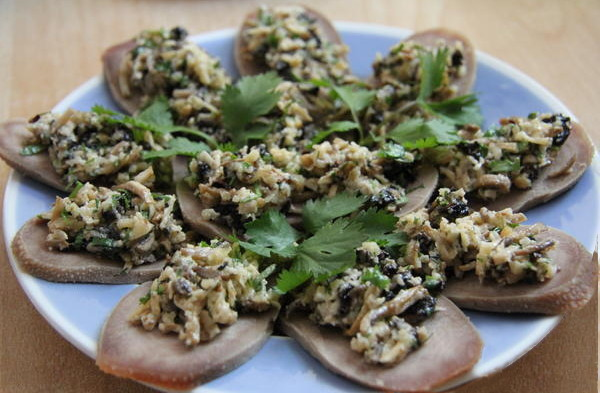
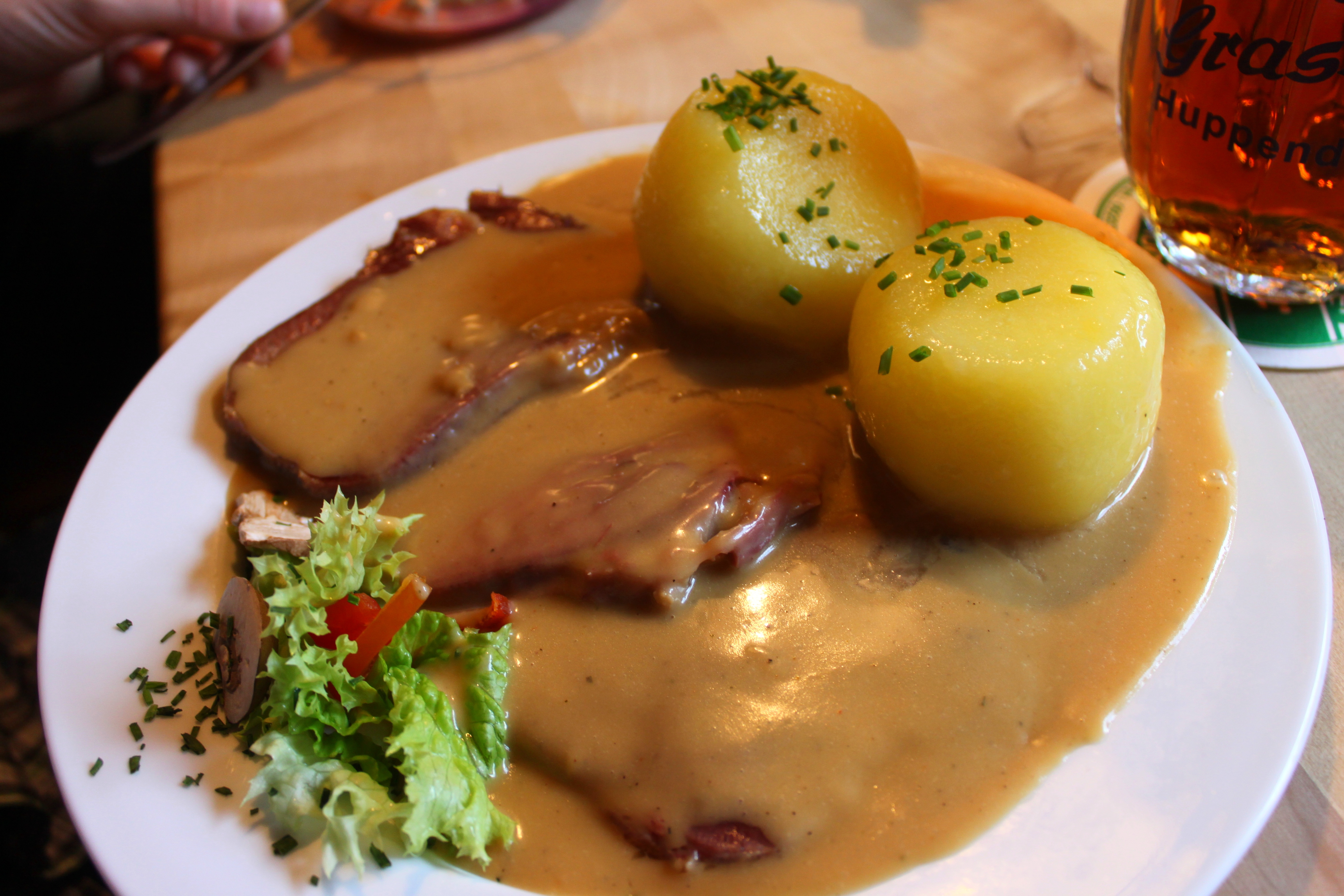
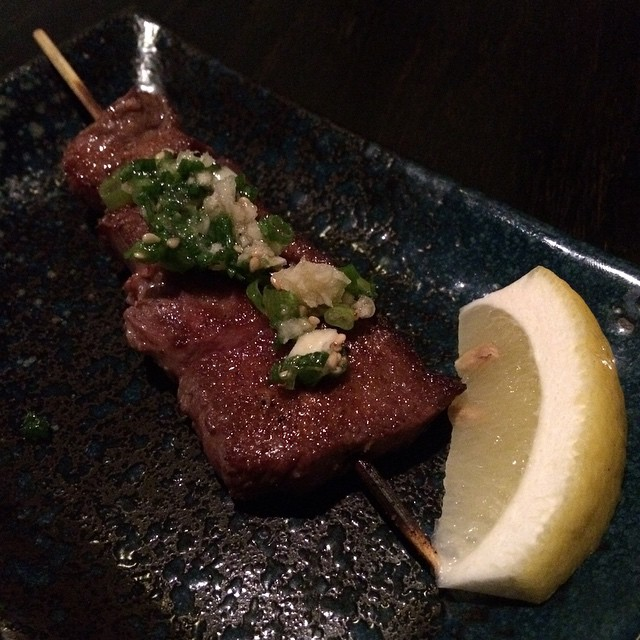